# Lasiocera
Lasiocera is een geslacht van kevers uit de familie van de loopkevers (Carabidae). De wetenschappelijke naam van het geslacht is voor het eerst geldig gepubliceerd in 1831 door Dejean.

## Soorten
Het geslacht Lasiocera omvat de volgende soorten:
- Lasiocera analava Alluaud, 1917
- Lasiocera asmara Basilewsky, 1962
- Lasiocera coromandelica Maindron, 1906
- Lasiocera corrugata Basilewsky, 1963
- Lasiocera egregia Peringuey, 1896
- Lasiocera gracilis Boheman, 1848
- Lasiocera malabarica Maindron, 1906
- Lasiocera mirei Basilewsky, 1970
- Lasiocera nitidula Dejean, 1831
- Lasiocera orientalis Chaudoir, 1850
- Lasiocera peringueyi Kuntzen, 1899
- Lasiocera somalica Basilewsky, 1948
- Lasiocera tesselata Klug, 1853